# エーザイ
エーザイ株式会社（英: Eisai Co., Ltd.）は、東京都文京区小石川に本社を置く日本の大手製薬会社である。日経平均株価およびTOPIX Large70、JPX日経インデックス400の構成銘柄の一つ。
コーポレート・スローガンは「ヒューマン・ヘルスケア (Human Health Care)」で、ロゴ中に筆記体で記されたhhcはナイチンゲールの直筆サインから取り出したものである（会社ロゴの、赤は動脈を、青は静脈を意味する）。

## 概要
2012年の世界の医薬品メーカーの売上高における順位は25位で、武田薬品工業（世界14位）・アステラス製薬（同18位）・第一三共（同19位）・大塚ホールディングス（同20位）に次ぎ国内5位に位置する。メインバンクは埼玉りそな銀行である。
現在の主力商品は1990年代に発売した自社開発製品のアリセプトとパリエット/アシフェックスで、この二つで売上のおよそ60%を占めている。売上高に占める自社開発品の比率が約90%と高く、かつ海外での売上比率も全売上高の半数超と多いのが特徴。加えて、米国においては、創薬・研究・開発・生産・物流・営業まで、製品販売にかかわる全ての部門をエーザイ、もしくはその子会社で持つ唯一の日本の製薬会社である。英国、インドにも生産工場があり、USAをはじめ、南米、ロシア、ヨーロッパ、オセアニアでも販売会社の子会社がある。
大衆薬もビタミン剤「チョコラ」シリーズと胃腸薬「サクロン」、ハンドクリーム「ザーネ」、乗り物酔い止めの「トラベルミン」シリーズなど古くから知名度がある製品の他、スイッチOTCとして医療用胃薬セルベックスをスイッチした「セルベール」や医療用アレルギー性鼻炎薬アゼプチンをスイッチした「ハイガード」（現在は販売終了）もある。
1960年代から1990年代にかけて、メチコバール（末梢性神経障害治療薬）、セルベックス（胃炎治療薬）を中心に急成長を遂げた。1988年、エーザイイノベーション宣言とともに、現社長の内藤晴夫が当時41歳の若さで社長に就任した。その後、戦略的五カ年計画を4期に渡り実施し、第1期（1987年 - 1991年: 国内営業の時代）、第2期：（1992年 - 1996年: グローバリゼーションの時代）、ここで国際化（欧米）を進め、第3期（1997年 - 2001年: 飛翔の時代）、第4期（2001年 - 2007年: ミレニアム計画 (2006年度で終了)）と進めて、2004年度で5000億円の売り上げを達成した。2006年度より2011年度まで、ドラマティックリーププランの時代と位置づけている。先の2製品のヒットによりここ10年で飛躍的に売上高が増大したことにより、一時株価が6600円近くに達したが、製薬業界の2010年問題（新薬の特許切れ問題）で、エーザイを問わず、各製薬会社ともに実力以上に株価が低迷した。その後、2014年にリストラを行い、埼玉県にある美里工場を武州製薬株式会社に譲渡した。一時期は、売り上げが低迷したが、抗がん剤「レンビマ」、抗てんかん薬「フィコンパ」などで、2017年度には、売り上げを6000億円台に回帰させた。2016年からE-way2025と銘打ち、2025年までに8000億円の売り上げまで戻す計画にある。2018年11月、メルクとの提携で入った一時金を活用し、2014年に続く早期退職（45歳以上）を発表し、55歳以上の統括を役職から外すというアナウンスを行った。
1987年の長期経営計画（2001年度までに売上高5,000億円を目標）によって見いだされた「ヒューマン・ヘルスケア（Human・Health Care）」という言葉は同社のスローガンにもなっている。もう一つの特徴としてエーザイの企業理念である「患者様と生活者の皆様の喜怒哀楽を考え、そのベネフィット向上を第一義とし、世界のヘルスケアの多様なニーズを充足する」は定款にも盛り込まれており、現状ではイオングループとエーザイだけが、企業理念を定款に盛り込んでいる。
2016年現在、乳がん治療薬（エリブリン：商品名ハラヴェン）が、日米欧での承認優先審査候補品となっており、2010年11月米国FDAの承認を得た。2016年4月、てんかん治療薬（ペランパネル：開発コードE2007）が製造承認された。その他、敗血症治療薬（エリトラン：開発コード：E5564）などの主要開発品が承認申請間近である。敗血症治療薬（エリトラン）は、ラテンアメリカより、効果がないとの通告があり、一旦開発中止になったが、再度開発を再開している。
2019年現在、E2007は、「フィコンパ」として上市され、全世界で販売されている。現在主力である「レンビマ」（レンバチニブ、肝臓がん等治療薬）も全世界で販売されており、メルクの免疫チェックポイント治療薬「キイトルーダ」との提携が成立（2018年に内藤晴夫社長がメルクと2ヶ月足らずの交渉から、契約一時金1,000億円、販売によるマイルストーンで最大6,100億円の収入を約束する契約を締結させ、業界人の舌を巻かせた）し、併用治療・併用販売で売り上げに大きく寄与している。治験中の新薬、特にアルツハイマー関係は3製品あり、今のところ全て良好な解析データが得られており、フェーズⅢの最終段階である。早ければ、2022年ごろに上市される予測をしている。アデュカヌマブについては、米食品医薬品局（FDA）から承認される見通しとなった。2023年1月、レカネマブが米食品医薬品局（FDA）より承認される。

## 特徴

### 創業

創業者 内藤豊次の胸像（エーザイ本社内）

創業者は、内藤豊次（初代社長）で、現社長、内藤晴夫の祖父にあたる。内藤豊次が、旧：東京田辺製薬（現：田辺三菱製薬）を57歳で退職し、起業した。創業当初は、ビタミンEから始まり、ネオサンプーン（避妊薬）、チョコラシリーズなどを手がけていった。この「チョコラ」とは、チョコレートとコーラをもじったもので、チョコレートやコーラのようによく売れますようにと、願って考えたネーミングであると、2代目社長の内藤祐次（晴夫の父）の著書にある。

### 社名の由来
社名は旧社名「日本衛材」（衛生材料の略。具体的には絆創膏や包帯のこと）から。なお、現存する日本衛材株式会社とは無関係。

### 特別インセンティブ制度
新薬発売5年間累計販売額の0.05%相当を、コンセプト創出から承認に至る各段階で功労のあった社員に付与する研究開発における「特別インセンティブ制度」が有り、アリセプトとパリエットの研究開発に貢献した社員数十名ずつに売上高5年度分の累計売上高の0.05％として計約一億円を支給した。

### 同族企業
現職まで創業者一族がトップにつく同族会社である。家系的には晴夫の長女の婿であるアイバン・チャンが常務執行役におり、晴夫の息子の景介が2018年に幹部になり、2019年2月現在は理事職となった。他に親戚の内藤輝夫がいる。経営に関しては、同族会社では珍しく、社長以外に取締役と執行役を兼務するものは存在せず、取締役も過半数以上が社外の専門家（弁護士、教授など）となっており、完全に社長の意図だけでは経営できないようになっている。

## 沿革
- 1936年 - 合資会社桜ヶ岡研究所を創業として設立。
- 1938年
  - ビタミンE剤『ユベラ』を発売。
- 1941年 - 埼玉県児玉郡本庄町（現在の本庄市）に日本衛材株式会社を設立。
- 1944年 - 合資会社桜ヶ岡研究所と日本衛材株式会社により、日本衛材株式会社となる。
- 1950年 - 強心剤『ネオフィリン』を日本で発売。
- 1952年
  - 高単位B2B1剤『チョコラBB錠』を日本で発売。
  - 乗物酔防止薬『トラベルミン錠』を日本で発売。
- 1955年 - エーザイ株式会社に社名変更。
- 1961年
  - 東京・大阪証券取引所第1部に上場。
  - 緑の胃ぐすり『サクロン』『サクロン錠』を日本で発売。
- 1965年 - 三生製薬（埼玉県本庄市、後のサンノーバ）へ資本参加。
- 1966年
  - 岐阜県各務原市に川島工場を開所。
  - 創業者・内藤豊次は会長となり、内藤祐次が社長に就任。
- 1967年 - ロゴマークからカタカナ表記の「エーザイ」が削除され、より現在のものに近い意匠となる。
- 1970年 - 内藤豊次は代表取締役会長を辞任し取締役名誉会長に就任。
- 1971年 - 川島工園内に内藤記念くすり博物館を開館。
- 1972年 - 生科研と取引および共同研究開始。農業分野へ参入する。
- 1974年 - 代謝性強心剤『ノイキノン』を日本で発売。
- 1977年 - 天然型ビタミンE剤『ユベラックス』を日本で発売。
- 1978年 - 内藤豊次没（享年88）。
- 1988年 - 内藤祐次が会長となり、内藤晴夫が社長に就任。
- 1989年 - 受託生産品の製造承認を三生製薬へ継承。
- 1991年
  - 米・アメリカン・ホーム・プロダクツ（AHP）社との合弁会社、ワイス・エーザイ設立。
  - 生科研、社名をエーザイ生科研と変更し、本社を東京都文京区に移転する。
- 1996年
  - AHPとの提携解消。同年3月1日付でワイス・エーザイ株をAHPへ譲渡、ワイス・エーザイは旧・日本ワイス（後の日本ワイスレダリー、現・ファイザー及びアイクレオ）へ同年5月1日付で併合。
  - エルメッドエーザイ設立。ジェネリック医薬品業界に参入する。
- 1997年 - 液剤・軟膏・クリーム剤の製造承認を三生製薬へ継承。
- 2003年 - 動物薬事業を明治製菓（現・Meiji Seikaファルマ）へ譲渡。
- 2004年
  - 委員会等設置会社へ移行。
  - 英国（ロンドン）に欧州統括会社（持株会社）、インド（ムンバイ）に医薬品販売会社をそれぞれ設立。
  - 子会社のヘルス（皮膚清浄綿「リンスキン-L」、ぬれティシュ「クイック」の製造販売元）千葉工場を光洋産業へ営業譲渡。同社千葉ヘルス工場となる。
- 2005年 - 内藤祐次没（享年85）。
- 2007年 - 米・モルフォテック社を買収。
- 2008年 - 米・MGIファーマ社を買収。
- 2013年
  - 子会社のエーザイ生科研をローソンに譲渡。
  - ロシア（モスクワ）に医薬品販売会社を設立。
  - 一般社団法人グローバルヘルス技術振興基金設立に参画（日本初の開発途上国向けの新薬開発支援基金）。
  - 肥満症治療剤『BELVIQ』米国で発売。
  - インド・バイザッグ工場で製造するリンパ系フィラリア症治療薬「ジエチルカルバマジン」をWHOへ無償提供開始。
- 2014年
  - 美里工場（埼玉県児玉郡美里町）を武州製薬に譲渡。
  - J-ADNIにおいて、事務局へ出向した当社社員により、データの書き換え指示の疑惑があることが報道された[15]。
  - エーザイ生科研、社名を生科研に戻す。
  - 『Fycompa』を米国で発売。
  - 中国（蘇州）に統括会社を設立。
- 2015年
  - 子会社のエーディアの全株式を積水化学工業へ譲渡[16][17]。
  - 抗がん剤『レンビマ』米国、日本、欧州で発売。
  - 中国ジェネリック医薬品企業「遼寧天医生物製薬株式有限公司」の買収完了（新社名「衛材（遼寧）製薬有限公司」）。
- 2016年
  - 第7期中期経営計画「EWAY2025」がスタート。
  - 『フィコンパ』を日本で発売。
  - 子会社のエーザイフード・ケミカルの全株式を三菱化学フーズ（三菱ケミカルホールディングス傘下企業の一社である三菱化学の子会社、三菱ケミカルフーズを経て三菱ケミカルへ吸収）へ譲渡[18]。
  - 子会社のサンノーバを事業継承によりアルフレッサ ホールディングスへ譲渡[19]（2023年4月1日付でアルフレッサ ホールディングス子会社のアルフレッサ ファーマへ吸収合併される）。
  - 消化器疾患領域事業を吸収分割により、味の素の子会社である味の素製薬へ継承してEAファーマを発足し、同社の連結子会社とする[20]。
- 2017年
  - 感染性疾患対策に取り組むグローバルパートナーシップに参画。
  - リンパ系フィラリア症の制圧に向けた継続支援を発表。
  - アデュカヌマブを含むアルツハイマー病治療剤の開発・販売に向けたバイオジェンとの提携契約を拡大。
- 2018年
  - 『レンビマ』に関する戦略的提携について米メルク社と合意。
  - 中国の新蘇州工場が本格稼働。
  - 『レンビマ』（肝細胞がん）を中国で発売。
- 2019年 - 4月1日、エルメッドエーザイ株式会社を日医工に営業統合し、社名をエルメッド株式会社に変更、エルメッドエーザイ製販品の販売元が日医工となった[21][22]。
- 2020年 - 『デエビゴ（レンボレキサント, 睡眠薬）』を日本で発売。
- 2021年 - 6月7日 (米国時間)、米バイオジェンとの共同開発品で、アルツハイマー型認知症の進行を抑制する治療薬「アデュカヌマブ」がFDAの承認を得た[23]。
- 2023年 - 1月6日 (米国時間)、米バイオジェンとの共同開発品で、アルツハイマー型認知症の進行を抑制する治療薬「レカネマブ」がFDAの承認を得た[11]
- 2024年4月1日予定 - 完全子会社の「カン研究所」を吸収合併
- 2025年 - 6月2日、『パリエット』のスイッチOTC品である『パリエットS』を発売。当社初の要指導医薬品となる。

## 国内事業所
- 本庄事業所（埼玉県本庄市）
- 川島工園（岐阜県各務原市川島竹早町）
- 筑波研究所（茨城県つくば市）
- 鹿島事業所（茨城県神栖市）

## 関連会社

### 国内
- EAファーマ株式会社（医薬品の研究開発・製造・販売） - 味の素製薬を前身としているため、味の素との出資による合弁会社でもある。
- 株式会社カン研究所（医薬品の研究開発）
- エーザイ物流株式会社（医薬品の搬送）
- 株式会社サンプラネット（業務サービス、給食、印刷、不動産の管理）
- ブラッコ・エーザイ株式会社（造影剤の輸入・製造・販売）

### 海外拠点
米国、英国、ドイツ、フランス、オランダ、スペイン、イタリア、スイス、スウェーデン、インドネシア、シンガポール、マレーシア、タイ、インド、台湾、中国、香港、韓国、フィリピンなど。詳細はエーザイのHPにあるアニュアルレポートが正確である。生産拠点としては、日本以外に米国、中国、インドネシア、台湾、インドがあり、英国も予定しているようである。研究開発拠点は、日本（つくば、カン研究所：兵庫、鹿島、川島）以外に、米国のボストン・RTP・ボルティモア、英国のハットフィールド、インドのバイザックがある。

## 主要商品

### 医療用医薬品
基本的に７文字で韻を踏むように呼称するというネーミングルールに基づいて命名されている。
　（第１１１回定時株主総会において、レカネマブ呼称が呼びにくいのではないか、という質問に対して、LEQEMBIという名付けに対する理由の回答から。）
- レンビマ（肝臓がん等治療剤）
- フィコンパ（抗てんかん薬）
- デエビゴ（レンボレキサント、オレキシン受容体拮抗薬・不眠症治療薬）
- ベルビーク（抗肥満薬）
- ハラヴェン（乳がん治療剤）
- ルフィナマイド（てんかん治療剤）
- パリエット（ラベプラゾール、プロトンポンプ阻害薬 米国名：アシフェクス） - 2016年EAファーマへ譲渡
- アストフィリン（鎮咳去痰薬）ジプロフィリン
- アリセプト（アルツハイマー型認知症治療剤）
- アクトネル（ビスホスホネート-味の素が発売元でエーザイは販売を担当）
- アザクタム（モノバクタム系抗生物質 - 米国ブリストル・マイヤーズ スクイブ社からのライセンスにて製造されている）
- セルベックス（胃炎・胃潰瘍治療剤） - 2016年EAファーマへ譲渡
- グラケー（骨粗鬆症治療用ビタミンK2剤）
- アゼプチン（アレルギー性鼻炎治療剤）
- ニトロール、-R（硝酸イソソルビド、血管拡張薬、狭心症治療薬）
- テオロング（テオフィリン徐放製剤）
- メチコバール（メコバラミン=ビタミンB12=）
- メサフィリン (胃粘膜保護剤、銅クロロフィリンナトリウム、プロパンテリン臭化物、ケイ酸マグネシウムの配合剤)
- ワーファリン（抗凝固薬、凝固因子生成を阻害する）ワルファリン
- クリアクター（t-PA製剤、血栓溶解剤で唯一肺塞栓に適応症を持つ）
- ケイツー（ビタミンK2：止血機構賦活ビタミン）
- ケイツーシロップ（ビタミンK2シロップ剤）
- レキソタン（精神神経用剤-スイスロシュ社からの導入品だが日本では中外製薬が販売元として担当）
- フェロミア（可溶性の非イオン型鉄剤） - サンノーバの独自開発品。1991年10月から1996年4月までは、ワイス・エーザイ、その後1年間（経過期間）は日本ワイスより発売（製造販売元：サンノーバ）
- ワソラン（不整脈・狭心症治療剤、カルシウム拮抗薬 - 米国アボット社からの導入品。日本では、アボットジャパンとの共同販売品だった。2015年マイランEPDへ移管。）
- イオメロン（非イオン性造影剤-イタリアのブラッコ社からの導入品）
- マクサルト（片頭痛治療剤-杏林製薬が米国メルク社〈現・MSD社〉から導入し輸入発売。両社併売を予定していたが、発売前にエーザイの単独販売品へ契約変更された）
- バファリン（解熱鎮痛・血栓抑制剤-米国ブリストル・マイヤーズ スクイブ社からのライセンスにて製造されている）アセチルサリチル酸（製造販売元：ライオン）
- トラベルミン（鎮暈剤、ジフェンヒドラミンサリチル酸塩、ジプロフィリンの配合剤）
- チョコラA（ビタミンA）
- ザーネ軟膏（ビタミンA油外用剤）
- ユベラ（トコフェロール酢酸エステル）
- ユベラN（トコフェロールニコチン酸エステル）
- ヒュミラ（アダリムマブ）（アボットからの導入品。関節リウマチおよび尋常性乾癬治療薬。2016年EAファーマへ譲渡）（製造販売元：アッヴィ）
- バンゼル/イノベロン（ルフィナマイド：ノバルティスからの開発導入品、てんかん治療薬）
- ゾニサミド（ゾネグラン：アイルランドのエラン社からの買収品[注釈 2]、てんかん薬・パーキンソン病治療薬）
- 強力ネオミノファーゲンシー（肝炎・アレルギー用剤）（製造販売元：ミノファーゲン製薬） - 2016年EAファーマへ譲渡
- グリチロン（肝炎・アレルギー用剤）（製造販売元：ミノファーゲン製薬） - 2016年EAファーマへ譲渡
- ルネスタ（エスゾピクロン）（睡眠導入剤）
- ケアラム（イグラチモド）（関節リウマチ治療薬）
- ギリアデル（カルムスチン）（脳内留置用抗悪性腫瘍剤）
- リリカ（プレガバリン、ファイザー製品だがコプロモーションを行っている）

など

#### かつての医療用医薬品
- ユースビル錠（ソリブジン）（製造販売元：日本商事（現・アルフレッサ ファーマ））
- クリニミール（経腸栄養剤） - 1991年10月 - 1996年4月までは、ワイス・エーザイ、その後1年間（経過期間）は日本ワイスより発売（下記「クリニフードTEN」も）
- クリニフードTEN【食品】（経腸用総合栄養流動食）

など

### 薬粧品
当社では、一般向け製品（一般用医薬品、指定医薬部外品、栄養機能食品、化粧品など）を総称して「薬粧品」と表記している。

#### ビタミン主薬製剤・保健薬・ドリンク剤・口腔咽喉薬
- チョコラ
  - チョコラBBシリーズ
    - チョコラBBプラス【第3類医薬品】 - ビタミンB2主薬製剤。250錠は2024年4月をもって製造を終了しており、60錠・120錠・180錠の3つ。
    - チョコラBBピュア【第3類医薬品】 - 「チョコラBBプラス」の処方をベースにパントテン酸カルシウムを省く代わりにビタミンC（アスコルビン酸カルシウム）を配合したビタミンB2主薬製剤。2010年秋にパッケージデザインと包装を変更（30錠・70錠・140錠・210錠→40錠・80錠・130錠・170錠）。130錠は2018年3月に製造終了となった。
    - チョコラBBローヤルT【第3類医薬品】 - 2010年1月発売。ビタミンB2にローヤルゼリーやタウリンなどを配合したビタミン含有保健薬。
    - チョコラBBルーセントC【第3類医薬品】 - 2008年4月発売。L-システインやビタミンB2・B6を配合したビタミンC主薬製剤。60錠は2016年12月製造終了。（製造販売元：日東薬品工業）
    - チョコラBBジュニア【第3類医薬品】 - 「チョコラBBプラス」の処方をベースにした5～14歳の小中学生用。2012年10月にイラスト入りのパッケージデザインに変更。
    - チョコラBBドリンクビットR【第3類医薬品】 - 2025年3月発売。従来の「チョコラBBドリンクビット」の処方をベースに、ヨクイニンエキスからオロチン酸に変更したもの。（製造販売元：第一薬品工業）
    - チョコラBBこどもシロップ【第3類医薬品】 - 「チョコラBBプラス」の処方をベースに、パントテン酸カルシウムをビオチンに差し替え、ピーチ味としたドリンクタイプのビタミンB2主薬製剤。生後3か月以上から服用可能な子供用。（製造販売元：第一薬品工業）
    - チョコラBB口内炎リペアショット【第3類医薬品】 - 2016年8月発売。「チョコラBB」シリーズ初の口腔咽喉薬（製造販売元：福地製薬）。
    - チョコラBBライト2【指定医薬部外品】 - ビタミンB2にアミノ酸など9種類の有効成分を配合したドリンク剤。4.8kcalの低カロリー製品。（製造販売元：第一薬品工業）
    - チョコラBBローヤル2【指定医薬部外品】 - ビタミンB2にローヤルゼリー・アミノ酸・タウリンなど11種類の有効成分を配合したミニドリンク剤。（製造販売元：第一薬品工業）
    - チョコラBBローヤルハイパー【指定医薬部外品】 - 2012年10月発売。ローヤルゼリーや3種類の滋養強壮生薬（ニンジン・ガラナ・ジョテイシ）など13種類の有効成分を配合したミニドリンク剤。（製造販売元：第一薬品工業）
    - チョコラBBフレッシュII【指定医薬部外品】 - ビタミンB群やアミノ酸を配合したミニドリンク剤。2012年7月に従来の「チョコラBBフレッシュ」の処方にL-アルギニン塩酸塩とL-リシン塩酸塩を加え、タウリンとグリシンを増量。さらに、カロリーも8.8kcalに低減した。（製造販売元：第一薬品工業）
    - チョコラBBナイトウェル【指定医薬部外品】 - 2025年3月発売。（製造販売元：第一薬品工業）
- ナボリン（メチコバールと主成分は同一）
  - ナボリンS【第3類医薬品】 - 「ナボリンEB錠」の成分に葉酸を加え、ビタミンB1誘導体とビタミンB6の含有量を増量したメコバラミン主薬製剤。2010年6月にパッケージデザインをリニューアルし、45錠・90錠の2サイズ体制から40錠・65錠・110錠の3サイズ体制に変更、希望小売価格も見直された。2011年4月に徳用サイズの180錠を新設。2014年にはブリスターパック仕様の21錠を追加発売し、他のサイズはキャップを白のネジ式から赤のワンタッチキャップに変更した。なお、65錠は2016年4月、110錠は2017年8月に順次製造を終了しており、現在は21錠・40錠・180錠の3容量となる。
- ユベラ
  - ユベラ-Cソフト【第3類医薬品】 - シュガーフリー（砂糖を使用していない）設計で味の良いビタミンEC主薬製剤。主成分はユベラ（医療用）と同一。2008年10月製造分より、配合のビタミンB2の製造方法が変更になったため、顆粒の色調が変更されており、黄色が若干強くなっている。パッケージにはリスク区分の表示と共に、変更のお知らせを記載している。なお、本剤ではビタミンB2は、添加物（着色剤）として配合されている。甘味料は還元麦芽糖水飴が使用されている。なお、32包は2016年2月に製造を終了している。（製造販売元：アルフレッサ ファーマ）
  - ユベラックス【第3類医薬品】 - 天然ビタミンEを油に溶かさず、そのまま植物由来の成分を主体としたソフトカプセルに包んだビタミンE主薬製剤。ユベラックス300の後継商品。120カプセルは2017年8月製造終了。
  - ユベラックスα2【第3類医薬品】 - 天然ビタミンEをシソ油に溶かし、植物由来の成分を主体としたソフトカプセルのビタミンE主薬製剤。120カプセルは2017年12月製造終了。

#### 胃腸薬
- セルベール（セルベックスと主成分は同一）
  - セルベール【第2類医薬品】 - テプレノンと2種類の健胃生薬を配合した細粒タイプ。
  - セルベール整胃錠【第2類医薬品】 - テプレノンと2種類の健胃生薬を配合した錠剤タイプ。瓶入り（21錠・45錠）のほかに、1回分ずつ封入した分包タイプ（12錠）も設定されている。（製造販売元：日東薬品工業）
  - 新セルベール整胃プレミアム【第2類医薬品】 - 2020年5月発売。テプレノンを医療用と同量の150mg/日に増量し、2種類の健胃生薬と消化酵素も配合した処方強化版。細粒タイプの「新セルベール整胃プレミアム<細粒>」と錠剤タイプの「新セルベール整胃プレミアム<錠>」の2種類がある（製造販売元：日東薬品工業）。
- サクロン
  - サクロン【第2類医薬品】 - 3種類の制酸剤とロートエキスに葉緑素からつくられた銅クロロフィリンカリウムを配合した顆粒タイプの胃腸薬。2008年9月にパッケージリニューアル。（製造販売元：アルフレッサ ファーマ）
  - サクロン錠【第2類医薬品】 - 3種類の制酸剤とロートエキスに葉緑素からつくられた銅クロロフィリンカリウムを配合した錠剤タイプの胃腸薬。容器入りの96錠入りの他に、1回分（4錠）ずつ封入した分包タイプ（40錠）も設定されている。2008年9月にパッケージリニューアル。（製造販売元：アルフレッサ ファーマ）
  - サクロンS【第2類医薬品】 - 2種類の制酸剤とロートエキスに葉緑素からつくられた銅クロロフィリンカリウムを配合した顆粒タイプの胃腸薬。大容量サイズの34包のみの設定。（製造販売元：アルフレッサ ファーマ）
  - サクロンQ【第2類医薬品】 - オキセサゼインを配合した錠剤タイプの胃腸鎮痛鎮痙薬。服用後、すみやかに溶解するクイック製剤（成分が口の中に広がると口内にしびれが残るため、服用の際はかまずにすぐにのみこむように指示されている）。2008年9月にパッケージリニューアル。（製造販売元：アルフレッサ ファーマ）
- パリエットS【要指導医薬品】 - 2025年6月発売。日本初となる一般用プロトンポンプ阻害薬。ラベプラゾールナトリウムを含有する。

#### 乗り物酔い止め薬
- トラベルミン
  - トラベルミンチュロップ【第2類医薬品】- OTC医薬品の乗り物酔い止め薬では初のドロップタイプで5歳から大人まで服用可能。2009年2月発売のぶどう味に加え、2010年3月にレモン味を追加。（製造販売元：高市製薬）
  - トラベルミン【第2類医薬品】- 大人用（15歳以上）・錠剤タイプ。（製造販売元：アルフレッサ ファーマ）
  - トラベルミンR【第2類医薬品】- 眠気の比較的少ない成分を配合した錠剤タイプ。11歳から服用可能。（製造販売元：アルフレッサ ファーマ）
  - トラベルミン・ジュニア【第2類医薬品】- 子供用（5歳以上15歳未満）・錠剤タイプ。（製造販売元：アルフレッサ ファーマ）
  - トラベルミンファミリー【第2類医薬品】- 速崩タイプ。5歳から服用可能。（製造販売元：アルフレッサ ファーマ）
  - トラベルミン1【第2類医薬品】 - 2010年6月発売。塩酸メクリジンを基準内最大量配合したことで1日1回1錠の服用を可能にした速崩タイプ。15歳以上の大人用。
  - トラベルミンサポート【医薬部外品】 - 2019年4月発売。本品は「トラベルミン」初の医薬部外品の製品で、ドロップタイプの口中清涼剤に分類される。また、医薬品ではないのでコンビニエンスストアなどでの購入を可能にしている。（製造販売元：高市製薬）

#### 外皮用薬・スキンケア
- ザーネシリーズ
  - ザーネクリーム【医薬部外品】 - 天然型ビタミンEとグリチルリチン酸二カリウムを配合した薬用クリーム。2019年8月に香りをマイルド化し、パッケージデザインを刷新してリニューアルされた。（製造販売元：アルフレッサ ファーマ）
  - ザーネスキンミルク【医薬部外品】 - 天然型ビタミンEとグリチルリチン酸二カリウムを配合した薬用乳液。（製造販売元：アルフレッサ ファーマ）
  - ザーネスキンローション【医薬部外品】 - 天然型ビタミンEとグリチルリチン酸二カリウムを配合した薬用ローション。色素・防腐剤無添加、弱酸性処方。（製造販売元：アルフレッサ ファーマ）
- ベラリス【医薬部外品】 - アロエベラ配合の薬用ジェルローション。（製造販売元：ビーエス・ラボ）
- リンスキンL【医薬部外品】 - 1包ずつ滅菌しポリエチレン製の袋に封入した分包タイプの皮膚清浄綿。「リンスキン-L」（1972年発売）を改称。日本で最初の皮膚清浄綿である。2023年5月に20包の製造が終了となり、40包のみとなる。（製造販売元：光洋産業）

#### 栄養機能食品・機能性表示食品
- チョコラ
  - チョコラBBシリーズ
    - チョコラBBリッチセラミド【機能性表示食品】 - 2016年10月に店頭発売。機能性関与成分である米由来グルコシルセラミドをドリンクタイプにしたもの。（製造販売元：第一薬品工業）
    - チョコラBBスパークリング - 2011年5月発売。ナイアシンを補給できる栄養機能食品（炭酸飲料）。発売当初はCVS限定販売だったが後に販路を拡大。また、ラベルも紙製からプラスチック製に変更された。
    - チョコラBB Feチャージ - 2012年8月発売、鉄分を補給できる栄養機能食品。1瓶5kcalの低カロリー設計で鉄分特有の後味を抑えたプルーン味。「チョコラFEケア」の実質的な代替製品でもある。
    - チョコラBBスパークリング ゼロトリプル - 2025年4月発売。「チョコラBBスパークリング」をベースに甘味料（アセスルファムK、スクラロース）を用いることでエネルギーを0kcalに、糖類をゼロ化したもの。

  - 美 チョコラシリーズ
    - 美 チョコラ コラーゲン - 2013年3月発売。ビタミンCとビタミンB6を補給できる栄養機能食品。これに低分子コラーゲンなどを加えた7種類の美容成分を配合したタブレットタイプ。
    - 美 チョコラ コラーゲン プレミアム - 2023年3月発売。

#### ウイルス・菌対策製品
- イータック
  - イータック抗菌化スプレー - 2016年1月発売。持続型抗菌成分「Etak」を配合したアルコールタイプのマスク用スプレー。以前発売されていた「クリスタルヴェール マスク防菌24」を「イータック」シリーズへ移行してリニューアルしたものである。（製造販売元：ジェクス）
  - イータック抗菌化スプレーα - 2017年9月発売。持続型抗菌成分「Etak」を配合したノンアルコールタイプのスプレー。（製造販売元：ジェクス）
  - イータック抗菌化スプレーα アルコールタイプ - 2021年8月発売。持続型抗菌成分「Etak」を配合したアルコールタイプのスプレー。
  - イータック抗菌化ウェットシート - 2019年8月発売。持続性抗菌成分「Etak」を配合したノンアルコールタイプのシート。（製造販売元：フクヨー愛媛）
  - イータック抗菌化ウェットシート アルコールタイプ - 2021年4月発売。持続性抗菌成分「Etak」を配合したアルコールタイプのシート。

#### その他
- アストフィリンS【指定第2類医薬品】 - 鎮咳去痰薬。ジプロフィリンを配合した糖衣錠。（製造販売元：アルフレッサ ファーマ）
- 遠志（オンジ）の恵み【第3類医薬品】 - 2017年10月発売。オンジエキスを配合した錠剤タイプの生薬製剤。（製造販売元：大峰堂薬品工業）
- カーフェソフト錠【第3類医薬品】 - 眠気防止薬。コーヒー約3杯分に相当するカフェインを配合。（製造販売元：アルフレッサ ファーマ）
- サクロフィール錠【第3類医薬品】 - 口臭除去薬。葉緑素から抽出した銅クロロフィリンナトリウムを配合。2016年3月にパッケージリニューアル。（製造販売元：アルフレッサ ファーマ）
- ユビテンS【第3類医薬品】 - エネルギー代謝改善型循環器官用薬。コエンザイムQ10（ユビデカレノン）配合。30錠は2012年12月に製造を終了しており、90錠のみ継続。
- シーボンドネオ【管理医療機器】 - シート型総入れ歯安定剤。2025年2月に一度販売を終了した「シーボンド」からリニューアルする形で再発売。リニューアルに際し、入れ歯側がピンク色に変更となったほか、パッケージが縦長となり、包装体系も従来の18枚から15枚と30枚の2包装となった。（製造販売元：光洋産業、外国特例認証(製造元)：コーム ラボラトリーズ）

#### 配置用製品
- サクロンG【第2類医薬品】（製造販売元：アルフレッサ ファーマ）

#### 通販販売限定製品
- ユベラ
  - ユベラ 贅沢ポリフェノール - 2010年12月発売（製造者：ニッポー）
  - ユベラ 贅沢ポリフェノール 極み
  - ユベラ 乳酸菌BLC1&AHCC - 2014年9月発売
  - ユベラ 贅沢ローヤルゼリー
  - ユベラ 贅沢ローヤル【指定医薬部外品】
  - ユベラ 贅沢な潤い 薬用ボディケア乳液【医薬部外品】
  - ユベラ 贅沢な潤い 薬用入浴液【医薬部外品】
- チョコラ
  - 美 チョコラ
  - 美 チョコラ エンリッチ
  - 美 チョコラ コラーゲンドリンク
  - コラーゲン青汁 - 2013年9月発売
- ヘルケア【特定保健用食品】 - 2015年12月発売
- ネムケア【機能性表示食品】 - 2019年12月発売

#### かつての薬粧品

##### ビタミン主薬製剤・保健薬・ドリンク剤
- チョコラ
  - チョコラBB錠
  - チョコラBB
  - チョコラBBドリンク
  - チョコラBBドリンクII【第3類医薬品】 - グルクロノラクトンも配合したドリンクタイプのビタミンB2主薬製剤。ノンカフェイン設計。2012年11月にリニューアルを行い、カロリーを大幅に低減（9.8kcal→4.8kcal）してパッケージデザインを変更した。2024年1月製造終了。（製造販売元：第一薬品工業）
  - チョコラBBドリンクビット【第3類医薬品】 - 2008年10月発売。超低カロリー（1.2kcal）・ノンカフェイン設計としたドリンクタイプのビタミンB2主薬製剤。2011年3月から香港で販売を開始した（香港では食品として扱われる）。2024年1月製造終了。2025年3月に「チョコラBBドリンクビットR」に改称・リニューアルの上で復活発売している。（製造販売元：第一薬品工業）
  - チョコラBBローヤル
  - チョコラBBライト
  - チョコラBBフレッシュ
  - チョコラBBゴールドリッチ【指定医薬部外品】 - 2017年4月発売。6種の生薬を含む16種類の有効成分を配合した箱入りのミニドリンク剤。2024年1月製造終了。（製造販売元：廣貫堂）
  - チョコラEC - ビタミンB2が有効成分として配合されている点を除き「ユベラ-Cソフト」と重複するため、機能統合する形で販売終了。（製造販売元：サンノーバ）
  - チョコラCCホワイト【第3類医薬品】 - ビタミンC主薬製剤。2012年8月製造終了。（製造販売元：日東薬品工業）
  - チョコラFEケア【指定医薬部外品】 - 2012年7月製造終了。（製造販売元：第一薬品工業）
  - チョコラAD【指定第2類医薬品】 - ソフトカプセルタイプのビタミンAD主薬製剤。2023年5月製造終了。
- ナボリン【第3類医薬品】 - メコバラミン主剤。2012年7月製造終了
  - ナボリンEB錠【第3類医薬品】 - 「ナボリン」の成分に加え、ビタミンB1誘導体とビタミンB6をプラスしたメコバラミン主薬製剤。「ナボリンS」同様、2014年にキャップを白のネジ式から赤のワンタッチキャップに変更した。2024年2月製造終了。
- ホットミン【第3類医薬品】 - ビタミンE主薬製剤。2010年10月製造終了。
- ユベラ-C顆粒 - ビタミンEC主薬製剤。処方改良（シュガーフリー化）により「ユベラ-Cソフト」へ継承
- ユベラックス
  - ユベラックス300【第3類医薬品】 - 2007年9月製造終了
  - ユベラックスL【第3類医薬品】 - 2011年11月製造終了
  - ユベラックスEピュア【第3類医薬品】 - 2013年4月製造終了
- ユベロン
  - ユベロン【指定医薬部外品】 - ビタミン含有保健薬。2012年10月製造終了。
  - ユベロンゴールド - 男性向け（女性も服用可）生薬配合医薬品ミニドリンク剤。生産完了後、暫く本ポジションの製品は発売されなかったが、後に「チョコラBBローヤル」が本ポジションを持ち、2017年には「チョコラBBゴールドリッチ」も担うようになる。

##### 胃腸薬
- サクロン（第1期） - 緑の成分（銅クロロフィリンカリウム）を配合した、口臭から胃潰瘍まで幅広く対応する総合胃腸薬。
- サクロン-S
- 新サクロン
- サクロン消化薬
- 新サクロンプラス
- サクロンプラスII
- サクロンハーブ液
- 新セルベール整胃【第2類医薬品】 - テプレノンに加え、2種類の生薬とリパーゼAP6（消化酵素）も配合した処方強化版。細粒タイプの「新セルベール整胃<細粒>」と錠剤タイプの「新セルベール整胃<錠>」の2剤形が発売されていた。テプレノンの含有量を増量した「新セルベール整胃プレミアム」の発売に伴い製造終了。（製造販売元：日東薬品工業）

##### 内服アレルギー用薬・鼻炎薬・対策用品
- スカイナー
  - スカイナー鼻炎用カプセル
  - スカイナー鼻炎ソフトカプセル
  - スカイナー鼻炎N【第2類医薬品】 - カプセルタイプの鼻炎用内服薬。2014年11月製造終了。（製造販売元：日東薬品工業）
  - スカイナー鼻炎S錠【指定第2類医薬品】 - 錠剤タイプの鼻炎用内服薬。2012年6月製造終了。（製造販売元：サンノーバ）
  - スカイナースチーム【医療用具】 - 水だけによる43度の鼻のスチーム療法器
  - スカイナースチームII【医療用具】
  - スカイナー鼻炎スプレー【第2類医薬品】 - 2013年8月製造終了
  - スカイナーせき・たん用【第2類医薬品】 - カプセルタイプの鎮咳去痰薬。2009年11月製造終了
  - スカイナーいびき用スプレー
  - スカイナーAL錠【第2類医薬品】 - 内服アレルギー用薬（アゼラスチン塩酸塩配合）。2018年4月製造終了。
- クリスタルヴェール
  - クリスタルヴェール - 水溶性陽電荷帯電ポリマーを配合した塗るマスク。1本で150回使用可能。2017年6月製造終了。（輸入元：日東薬品工業、製造元：Trutek社（米国））
  - クリスタルヴェール クール - 「クリスタルヴェール」のクールタイプ。2017年6月製造終了。（輸入元：日東薬品工業、製造元：Trutek社（米国））
  - クリスタルヴェールα - 「クリスタルヴェール」のシリーズ品で、ウイルスにも対応した製品。2014年5月製造終了。（輸入元：日東薬品工業、製造元：Trutek社（米国））
  - クリスタルヴェールマスク防菌24 - 持続性防菌成分「Etak」を配合したマスク用スプレー。2014年1月にメントールを加え、花粉の付着を防ぐ効果を加えた「クリスタルヴェールマスク防菌24ミント」を追加発売した。2016年1月に製造を終了し、「イータック抗菌化スプレー」へ継承。（製造元：ジェクス）
  - クリスタルヴェール拭いて防菌24 - 持続性防菌成分「Etak」を配合したウエットクロス。2016年1月製造終了。2019年8月に発売された「イータック抗菌化ウェットシート」が実質的な後継製品となる。（製造元：ジェクス）
- ハイガード【第2類医薬品】 - 2011年1月に製造を終了し、「スカイナーAL錠」へ継承
- ブリーズライト - 鼻腔拡張テープ。販売提携の終了に伴い2008年5月をもって販売を終了。同年6月よりグラクソ・スミスクライン（現・グラクソ・スミスクライン・コンシューマー・ヘルスケア・ジャパン）の直販体制へ移行されたが、2021年5月に販売が佐藤製薬へ再度移行された[24]。
- ビーナトローチ

##### 乗り物酔い止め薬
- トラベルミン・シニア - 大人（15歳以上）用。水なしでも服用可能なソフト錠を採用していた（但し、かむと苦みが出るため、かまずに早めに飲み込むよう指導されていた）。
- トラベルミン内服液【第2類医薬品】 - ドリンクタイプ。2015年7月製造終了。（製造販売元：滋賀県製薬）

##### 外皮用薬・スキンケア
- チョコラBBルーセントCクリーム【医薬部外品】 - ジャー入りの薬用美白クリーム。2012年1月製造終了。（製造販売元：サンノーバ）
- チョコラザーネ
- ザーネうるおいジェル【医薬部外品】 - 2009年11月製造終了
- チョコラザーネプラス【第3類医薬品】 - 尿素・ビタミンE・グリチルリチン酸二カリウムを配合した皮膚軟化薬。2021年5月末製造終了（製造販売元：サンノーバ）
- ザーネメディカルクリーム【第2類医薬品】 - ヘパリン類似物質のみの単味製剤。2023年4月製造終了。（製造販売元：日医工）
- ザーネメディカルミスト【第2類医薬品】 - ヘパリン類似物質のみの単味製剤。2023年4月製造終了。（製造販売元：日医工）
- ユベラリッチ【第3類医薬品】 - しもやけ・あかぎれ用薬。2015年7月製造終了。（製造販売元：サンノーバ）
- スコーピオ - 水虫薬（製造販売元：バイエル薬品）
- バイクリア - 水虫薬（製造販売元：バイエル薬品）
- バイクリアプラス - かゆみ止め成分を配合した水虫薬（製造販売元：バイエル薬品）
- ジャスタット - 水虫薬
- ビクラ - にきび薬
- フェスモ - 基礎化粧品
- エフィード - 自然派化粧品。販売はブラザー販売が行っていた。
- ラベンテニューソープ - 全身洗浄料
- クアタイム【医薬部外品】 - 米発酵エキス配合薬用入浴液
- クイック - ぬれティシュ。日本の製品で初めて詰め替え用が設定された。（製造販売元：ヘルス→光洋産業）

##### 食品
- チョコラBBスパークリング+ファイバー - ナイアシンを補給できる栄養機能食品。2013年12月製造終了。
- チョコラBBジョマ - ビタミンB群にアルギニン、高麗人参エキス、ガラナエキス、カフェインなどを配合した炭酸入りエナジードリンク。ビタミンB6を補給できる栄養機能食品である。発売当初は「Joma（ジョマ）」の製品名で発売され、「チョコラBB」のロゴはあるものの、完全な独立製品として扱われていたが、後のパッケージリニューアルにより製品名が変更され、「チョコラBB」シリーズの1製品となった。2019年1月製造終了。
- 美 チョコラ コラーゲンジュレ - ナイアシンを補給できる栄養機能食品。これにコラーゲンやビタミンB群を配合。グレープフルーツ味で、振る回数や強さによって食感が変わるジュレ飲料。

##### その他
- バイエルアスピリン（製造販売元：バイエル薬品） - 現在は佐藤製薬が発売。
- アルカセルツァー - 水に溶かして服用する発泡錠タイプの頭痛薬（製造販売元：バイエル薬品）
- 新アイベル - 目薬（製造販売元：三生製薬（現・サンノーバ））
- メンテック【第2類医薬品】 - 鎮静薬。2011年11月製造終了。（製造販売元：サンノーバ）
- メンテック顆粒 - 錠剤タイプの「メンテック」へ統合のため、2009年3月製造終了。（製造販売元：サンノーバ）
- メンテック ハーブ【第3類医薬品】 - 「メンテック」へ統合のため、2009年3月製造終了
- デンテクE【第3類医薬品】 - ビタミンEと酵素（リゾチーム塩酸塩）を配合したカプセルタイプの歯槽膿漏・歯肉炎薬。2011年12月製造終了。
- デンテク薬用はみがき【医薬部外品】 - 2010年9月製造終了。
- ナボリンフェルビナク70【第2類医薬品】 - 鎮痛消炎テープ剤（フェルビナク配合・大判サイズ）。2015年4月製造終了。（製造販売元：救急薬品工業）
- さんぽん【医療用具】 - 日本で最初の内装生理用具（タンポン）
- セロポンスティック付 【医療用具】- 「さんぽん」の改良品
- シーボンド【管理医療機器】 - 粘着成分としてアルギン酸などを使用したシートタイプの総入れ歯安定剤（粘着型義歯床安定用糊剤）。2023年11月販売終了。2025年2月に「シーボンドネオ」に改称・リニューアルの上で復活発売している。（製造販売元：光洋産業、外国特例認証(製造元)：コーム ラボラトリーズ インコーポレイテッド(米国)）
- サンプーン - 避妊用膣錠
- ネオサンプーンループ錠【第3類医薬品】 - 避妊用膣錠。2011年3月製造終了。
- スレンダ - 低カロリードロップ
- SMA - 乳児用粉ミルク（製造販売元：日本ワイス（後の日本ワイスレダリー、現・ファイザー及びアイクレオ））
  - SMA S-26
  - SMA S-26 Baby
  - SMA フォロー
  - SMA フォロー6
  - SMA Newフォロー

## 広告活動

### CM出演者

#### 現在
- 板谷由夏、山下美月、濱津隆之、細田佳央太（チョコラ家）[25]
- 木村佳乃（新セルベール整胃プレミアム）

#### 過去
- 深津絵里（チョコラBB）
- 桃井かおり（チョコラBB）
- 高橋由美子（チョコラBB）
- 木内晶子（チョコラBB）
- 水川あさみ（チョコラBBピュア）
- 柴本幸（チョコラBBローヤル）
- 二宮和也（チョコラBBローヤルT/ローヤル2）
- 井上真央（チョコラBBプラス/ルーセントC/スパークリング）
- 大沢ひかる（チョコラBBプラス/スパークリング）
- 川口春奈（チョコラBBプラス/スパークリング）
- 門脇麦（チョコラBB Feチャージ）
- Perfume（チョコラBB）
- 永作博美、新木優子（チョコラBB）
- セーラームーン（声 - 三石琴乃）（チョコラBBジョマ）
- 田村正和（スカイナー）
- 野村克也（スカイナー）
- 三宅裕司（サクロン）
- 野村宏伸（サクロン）
- 大原麗子（サクロン）
- 山本太郎（サクロン）
- 宮本真希（サクロン）
- 吉田尚美（サクロン）
- もたいまさこ（クアタイム）
- 国生さゆり（クアタイム）
- 岸田今日子（ジャスタット）
- 役所広司（セルベール）
- 相築あきこ（セルベール整胃錠）
- 柴田理恵（新セルベール整胃錠）
- 大竹しのぶ（エーザイCIコール、ナボリンEB錠）
- 沢村一樹（ナボリンS）
- 市村正親（ナボリンS）
- 渥美清（ユベロン）
- 石原裕次郎（ユベロン）
- 泉麻人、猪瀬直樹、景山民夫、鴻上尚史、松井雅美（ユベロンゴールド）
- 山﨑努（ユベロンゴールド）
- 名取裕子（ユベラ 贅沢ポリフェノール）
- 芹沢加代、並樹史朗、諏訪太朗、白石タダシ（クリスタルヴェール）

### スポンサー番組

#### 現在
- THE TIME,（TBS系列）-木・金曜日に提供。 提供クレジットは表示せず、PT扱い。
- 中日クラウンズ（CBCテレビ制作・TBS系列）

現在、レギュラー提供は少なく、スポットCM中心である。

#### 過去
- 土曜グランド劇場（日本テレビ）
- 月曜ロードショー（TBS）
- もてもてナインティナイン（TBS）
- ちびまる子ちゃん（フジテレビ）
- なんてったって好奇心（フジテレビ）
- 和風総本家（テレビ大阪制作・テレビ東京系列）
- 内村とザワつく夜（TBS）※PT
- 関ジャニの仕分け∞ ※もしくは「お願い!ランキング GOLD」などの2時間SPの20時台（テレビ朝日）※PT ほか

## 不祥事
- 2019年2月18日、エーザイの元部長だった50代男性が自殺したことについて、天満労働基準監督署は、部長昇進にともなう長時間労働などによる強いストレスがあったとして労災認定した[26]。
- 2023年5月19日、エーザイは同社及び子会社・関連会社であるEAファーマ、カン研究所、サンプラネットの取引先個人情報が外部からの不正アクセスにより、漏洩した可能性がある事を発表した[27]。